# Perikles Argyropoulos
Perikles Argyropoulos (Περικλής Αργυρόπουλος), född 17 september 1809 i Konstantinopel, död 22 december 1860, var en nygrekisk jurist och politiker. 
Argyropoulos utnämndes 1837 till e.o. och 1850 till ordinarie professor i juridik vid Atens universitet. Som författare och riksdagsman arbetade han ivrigt för införandet av en konstitutionell statsförfattning i Grekland. Från den 16 maj 1854 till den 22 september 1855 var han utrikesminister och genomförde därvid flera reformer. Han författade bland annat ett arbete om Greklands statsförvaltning (andra upplagan 1859).